# Ludwig Winter (Pfarrer)

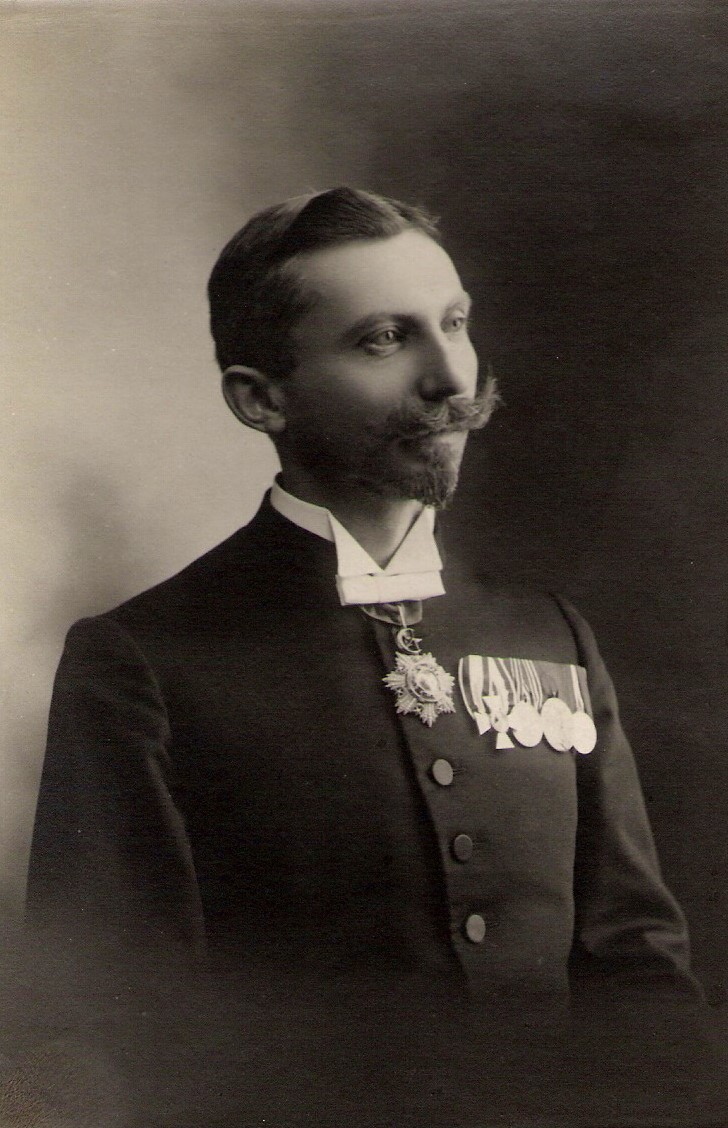
Pfarrer Ludwig Winter 1908 in Tsingtau

Ludwig Ferdinand Winter (* 28. März 1868 in Wittenberg; † 22. März 1920 in Frankfurt am Main) war ein deutscher Marinepfarrer, Gouvernementspfarrer in Qingdao und Leiter der Deutschen Realschule in Tianjin.

## Leben

### Jugend und Ausbildung
Ludwig Winter wurde als Sohn des Gymnasiallehrers  Adolf Ferdinand Winter in Wittenberg geboren. Der Vater wurde später als Gymnasialdirektor nach Stralsund versetzt, wo Ludwig sein Abitur ablegte. Anschließend studierte er evangelische Theologie in Greifswald und Berlin.
1894 trat Ludwig Winter eine Vikarstelle in Gladau (Sachsen) an. Ab dem 26. März 1895 diente er als persönlicher Hilfsprediger des Generalsuperintendenten von Berlin, Wilhelm Adolf Reinhold Faber, der ihm kurze Zeit darauf die Seelsorge im neugegründeten Pfarramt Neu-Rahnsdorf bei Berlin übertrug.

### Marinepfarrer
Im Sommer 1895 nahm Ludwig Winter eine Stelle als Marinepfarrer an. Neun Monate später bekam er ein Bordkommando auf dem Schulschiff Gneisenau als Schiffspfarrer und reiste vom 7. März bis 23. September 1896 in verschiedene Erdteile und Kolonien, darunter Kamerun und Teile der Südsee.
Ludwig Winter war danach auf folgenden Schiffen tätig:
| Schiffsname | Zeitraum                               | Reiseziele                       |
| ----------- | -------------------------------------- | -------------------------------- |
| Moltke      | 24. September 1896 – 22. Dezember 1896 | u. a. Biskaya, Mittelmeer        |
| Nixe        | 9. August 1897 – 26. März 1898         | u. a. Lissabon, Marokko, Kamerun |
| Charlotte   | 1. April 1898 – 4. April 1899          | u. a. Tanger                     |

### China
Am 10. Mai 1900 fuhr Ludwig Winter mit der Köln vom Norddeutschen Lloyd nach Tianjin, um als Geschwaderpfarrer des Ostasiengeschwaders während des Boxeraufstandes auf dem Flaggschiff Fürst Bismarck Dienst zu tun. Wie auf all seinen Reisen führte er auch hier ein Tagebuch mit Eintragungen der Gottesdienste und Beerdigungen. Seine Tätigkeit auf der Fürst Bismarck dauerte bis zum 2. Oktober 1900.
Danach wechselte er auf die Hansa, mit der er Ende März 1901 nach Australien reiste, um an den Gründungsfeierlichkeiten des „Commonwealth of Australia“ in Sydney teilzunehmen.
Im Frühjahr 1905 wurde Ludwig Winter als Governementspfarrer in das deutsche Schutzgebiet Kiautschou berufen, wo er sowohl für die Zivilbevölkerung als auch Militärangehörige zuständig war. Seine erste Adresse in Qingdao war die Irenestraße 126; 1906 kaufte er sich ein Grundstück am Lazarettweg und baute ein Haus unweit der Christuskirche, welches heute noch steht (Pingyuanlu 12a).
Am 18. Januar 1908 wurde ihm der Rote Adlerorden vierter Klasse verliehen.
Im Sommer 1910 ging Ludwig Winter auf Heimaturlaub nach Deutschland und heiratete am 15. September Emmy Schondorff in Saarbrücken. Beide kehrten mit der transsibirischen Eisenbahn nach China zurück, wo Pfarrer Winter am 23. Oktober die Weiherede für die neu erbaute Christuskirche hielt.
Das Ehepaar Winter hatte zwei Kinder, Ilse (1911) und Rolf (1913).

### 1. Weltkrieg
Am 1. August 1914 trat die deutsche Kolonie in den Ersten Weltkrieg ein. Vor Beginn der Kampfhandlungen schickte Ludwig Winter seine Frau mit den Kindern in die deutsche Bergwerkssiedlung Hungshan.
Er selbst blieb in Qingdao zurück, um regelmäßige Predigten in der Christuskirche zu halten und Verwundete zu betreuen. Neben der Seelsorge in seiner Gemeinde waren auch Beerdigungen auf dem deutschen Friedhof durchzuführen. Auch manche Selbstmörder waren unter den Soldaten, die er aber nicht beerdigen durfte. Als sich ein Arzt des Gouvernementslazaretts aus unglücklicher Liebe das Leben nahm, zog er unmittelbar seinen Talar aus und beerdigte den armen Mann zivil. Nach der Kapitulation am 7. November 1914 kam Gouverneur Alfred Meyer-Waldeck mit den meisten Männern der Kolonie in japanische Kriegsgefangenschaft; Ludwig Winter blieb als Vertreter der Deutschen in Qingdao.
Am 10. Mai 1915 wurde Winter von den Japanern ausgewiesen. Zusammen mit seiner Familie reiste er nach Shanghai, wo er am 15. Mai eintraf und dem deutschen Konsul in Shanghai über die Situation in Qingdao Bericht erstattete.

### Tianjin
Am 6. Oktober 1915 ging er nach Tianjin, wo er eine Pfarrstelle übernahm, mit der die Leitung der Deutschen Realschule verbunden war. Auch in Peking wirkte er als Pfarrer, nachdem dort am 16. November 1916 eine deutsche evangelische Kirchengemeinde gegründet worden war.
Im Jahr 1919 wurden auf Drängen der Briten die meisten Deutschen aus China ausgewiesen, darunter auch Ludwig Winter. Im Mai 1919 traf die Familie mit dem englischen Gefangenentransporter Nore in Deutschland ein.
Ludwig Winter verstarb am 22. März 1920 in Frankfurt am Main an den Folgen außerordentlicher Einflüsse des Klimas im Schutzgebiet Kiautschou. Seine Grabstätte befindet sich auf dem evangelischen Friedhof am Untertor in Bad Homburg.

## Werke
- Reise-Album SMS Charlotte 1898-1899. J.B.Kunstanstalt, München 1900
- Reisehandbuch für Ostasien. Verlag Robert Cordes, Kiel 1904
- Tsingtau. Eine Erinnerung an Ostasien. Adolf Haupt Verlag, Tsingtau 1911
- Aus Martin Luther's Leben. ohne Verlagsangabe, Tianjin 1915
- Die gute Sitte in China. Allgemeiner Evangelisch-Protestantischer Missionsverein, Berlin 1920 (mit Dschou Ming Kue)